# Sauna Collection
Sauna Collection är ett samlingsalbum av den finlandssvenska gruppen KAJ som släpptes den 9 maj 2025. Albumet samlar de bästa låtarna från KAJ:s femtonåriga karriär, inklusive Eurovision-bidraget "Bara Bada Bastu" och utgör enligt bandet ett bra sätt för nya lyssnare att bekanta sig med gruppen.
I maj 2025 nådde KAJ första platsen på den officiella albumlistan i Finland med ''Sauna Collection''.

## Låtlista
1. "Bara bada bastu" – 2:46
2. "Karar i arbeit" – 3:10
3. "Firmans man" – 3:00
4. "Taco hej (me Gu$ta)" – 3:19
5. "Text-TV" – 4:02
6. "Tech support till mamm å papp" – 2:54
7. "Jåo Nåo E Ja Jåo YOLO Ja Nåo" – 3:10
8. "Kom ti byin" –  4:29
9. "Vems pojk e do?" – 3:53
10. "Kallna mat" – 1:59
11. "Dansgolv" – 3:17
12. "Pa to ta na kako?" – 3:42
13. "Bara bada bastu (karaokeversion)" – 2:48